# 巴嘎杭爱区
巴嘎杭爱区是蒙古国乌兰巴托市辖区。

## 简介
巴嘎杭爱区是乌兰巴托市的区（дүүргүүд）之一，成立于1992年。下辖2个分区（хороодод）。
1992年时有860户居民。2008年人口3864人，面积140.0平方公里。2010年人口3337人。2011年人口3727人，共1045户。
巴嘎杭爱区是乌兰巴托市位于中央省的一块飞地，位于乌兰巴托市东南方。原先是驻蒙苏军空军基地。